# Adriana Lara
Adriana Lara López (México, siglo XX) es una informática mexicana cuya investigación involucra computación evolutiva, algoritmos meméticos y optimización multiobjetivo. Es profesora en la escuela de física y matemáticas del Instituto Politécnico Nacional en México.

## Biografía
Lara se graduó del Instituto Politécnico Nacional en 2001 y obtuvo una maestría a través de CINVESTAV en 2003. Completó su doctorado en CINVESTAV en 2012. Su disertación, Using Gradient Based Information to Build Hybrid Multi-objective Evolutionary Algorithms, fue supervisado conjuntamente por Oliver Schütze y Carlos A. Coello Coello.
Es profesora del IPN desde 2003.

## Reconocimiento
Lara fue elegida miembro de la Academia Mexicana de Ciencias en 2022.